# Академическая гребля на летних Олимпийских играх 2016 — четвёрки (мужчины)
Соревнования по академической гребле среди четвёрок распашных без рулевого у мужчин на летних Олимпийских играх 2016 года прошли с 7 по 12 августа в лагуне Родригу-ди-Фрейтас. В соревнованиях приняли участие 52 спортсмена из 13 стран. 
Сборная Великобритании выиграла золото в этой дисциплине на пятых Олимпийских играх подряд (2000, 2004, 2008, 2012, 2016). Из состава 2012 года за Великобританию выступал только Алекс Грегори. Сборная Австралии завоевала серебро на третьих Олимпийских играх подряд.

## Призёры
| Золото                                                                           | Серебро                                                                       | Бронза                                                                        |
| Великобритания · Алекс Грегори · Мохамед Сбихи · Джордж Нэш · Константин Лулудис | Австралия · Уильям Локвуд · Джошуа Данкли-Смит · Джошуа Бут · Александер Хилл | Италия · Доменико Монтроне · Маттео Кастальдо · Маттео Лодо · Джузеппе Вичино |

## Рекорды
До начала летних Олимпийских игр 2016 года мировой и олимпийский рекорды были следующими:
| Мировой рекорд     | Великобритания | 05:40,240 | Амстердам | 30 августа 2014 |
| Олимпийский рекорд | Австралия      | 05:47,060 | Лондон    | 30 июля 2012    |

## Расписание
Время местное (UTC−3)
| Дата       | Время       | Раунд                  |
| ---------- | ----------- | ---------------------- |
| 7 августа  | 12:00–12:20 | Предварительные заезды |
| 8 августа  | 10:20       | Отборочный заезд       |
| 10 августа | 09:30–09:40 | Полуфиналы             |
| 12 августа | 09:40       | Финал B                |
| 12 августа | 11:00       | Финал A                |

## Соревнование

### Предварительный этап
Первые три экипажа из каждого заезда напрямую проходят в полуфинал соревнований. Все остальные спортсмены попадают в отборочный заезд, где будут разыграны ещё три путёвки в следующий раунд.

#### Заезд 1
| Место | Спортсмены                                                                | Страна     | Время   | Отставание | Примечания |
| ----- | ------------------------------------------------------------------------- | ---------- | ------- | ---------- | ---------- |
| 1     | Уильям Локвуд Джошуа Данкли-Смит Джошуа Бут Александер Хилл               | Австралия  | 5:54,84 | +0,00      | SF         |
| 2     | Максимилиан Корге Максимилиан Планер Антон Браун Феликс Вимбергер         | Германия   | 5:59,74 | +4,90      | SF         |
| 3     | Харолд Ланген Петер ван Схи Винсент ван дер Вант Говарт Виргевер          | Нидерланды | 6:00,55 | +5,71      | SF         |
| 4     | Влад-Драгош Айкобоаэ Константин Адам Марьюс Козмьюк Тоадер-Андрей Гонтару | Румыния    | 6:02,56 | +7,72      | R          |
| 5     | Артём Косов Антон Заруцкий Владислав Рябцев Никита Моргачёв               | Россия     | 6:03,89 | +9,05      | R          |

#### Заезд 2
| Место | Спортсмены                                                     | Страна   | Время   | Отставание | Примечания |
| ----- | -------------------------------------------------------------- | -------- | ------- | ---------- | ---------- |
| 1     | Доменико Монтроне Маттео Кастальдо Маттео Лодо Джузеппе Вичино | Италия   | 5:56,01 | +0,00      | SF         |
| 2     | Уилл Крозерс Тим Шрийвер Конлин Маккейб Кай Лангерфелд         | Канада   | 5:58,26 | +2,25      | SF         |
| 3     | Хенрик Руммель Мэтт Миллер Чарли Коул Сет Уэйл                 | США      | 5:58,31 | +2,30      | SF         |
| 4     | Вадим Лялин Денис Мигаль Николай Шарлап Игорь Пашевич          | Беларусь | 6:02,93 | +6,92      | R          |

#### Заезд 3
| Место | Спортсмены                                                     | Страна         | Время   | Отставание | Примечания |
| ----- | -------------------------------------------------------------- | -------------- | ------- | ---------- | ---------- |
| 1     | Алекс Грегори Мохамед Сбихи Джордж Нэш Константин Лулудис      | Великобритания | 5:55,59 | +0,00      | SF         |
| 2     | Дионисис Ангелопулос Яннис Цилис Георгиос Циаллас Яннис Христу | Греция         | 5:59,65 | +4,06      | SF         |
| 3     | Бенжамен Лан Микаэль Марто Валентен Онфруа Теофиль Онфруа      | Франция        | 6:00,72 | +5,13      | SF         |
| 4     | Дэвид Хант Джонти Смит Винсент Брит Джейк Грин                 | ЮАР            | 6:01,64 | +6,05      | R          |

### Отборочный этап
Первые три экипажа проходят в полуфинал. Гребцы, пришедшие к финишу последними, вылетают из соревнований и занимают итоговое 13-е место.
| Место | Спортсмены                                                                | Страна   | Время   | Отставание | Примечания |
| ----- | ------------------------------------------------------------------------- | -------- | ------- | ---------- | ---------- |
| 1     | Дэвид Хант Джонти Смит Винсент Брит Джейк Грин                            | ЮАР      | 6:34,97 | +0,00      | SF         |
| 2     | Вадим Лялин Денис Мигаль Николай Шарлап Игорь Пашевич                     | Беларусь | 6:36,50 | +1,53      | SF         |
| 3     | Артём Косов Антон Заруцкий Владислав Рябцев Никита Моргачёв               | Россия   | 6:39,32 | +4,35      | SF         |
| 4     | Влад-Драгош Айкобоаэ Константин Адам Марьюс Козмьюк Тоадер-Андрей Гонтару | Румыния  | 6:39,64 | +4,67      |            |

### Полуфинал
Первые три экипажа из каждого заезда проходят в финал A, а остальные в финал B

##### Заезд 1
| Место | Спортсмены | Страна | Время | Отставание | Примечания |
| ----- | ---------- | ------ | ----- | ---------- | ---------- |
| 1     |            |        |       |            | FA         |
| 2     |            |        |       |            | FA         |
| 3     |            |        |       |            | FA         |
| 4     |            |        |       |            | FB         |
| 5     |            |        |       |            | FB         |
| 6     |            |        |       |            | FB         |

##### Заезд 2
| Место | Спортсмены | Страна | Время | Отставание | Примечания |
| ----- | ---------- | ------ | ----- | ---------- | ---------- |
| 1     |            |        |       |            | FA         |
| 2     |            |        |       |            | FA         |
| 3     |            |        |       |            | FA         |
| 4     |            |        |       |            | FB         |
| 5     |            |        |       |            | FB         |
| 6     |            |        |       |            | FB         |

### Финал

#### Финал B
| Место | Спортсмены | Страна | Время | Отставание |
| ----- | ---------- | ------ | ----- | ---------- |
| 1     |            |        |       |            |
| 2     |            |        |       |            |
| 3     |            |        |       |            |
| 4     |            |        |       |            |
| 5     |            |        |       |            |
| 6     |            |        |       |            |

#### Финал A
| Место | Спортсмены | Страна | Время | Отставание |
| ----- | ---------- | ------ | ----- | ---------- |
| 1     |            |        |       |            |
| 2     |            |        |       |            |
| 3     |            |        |       |            |
| 4     |            |        |       |            |
| 5     |            |        |       |            |
| 6     |            |        |       |            |